# Asphalt 8: Airborne
Asphalt 8: Airborne est un jeu vidéo de course développé et édité par Gameloft, sorti en 2013 sur iOS, Android, Windows, Windows Phone et plus récemment sur Epic Games Store. Depuis sa création, Gameloft ne cesse d'améliorer les graphismes, les bruits des voitures, les différents types de véhicules (comme des électriques, concept-car, 4×4, Supercar et hypercar)... De nouveaux circuits ont vu le jour comme le port de San Diego ou le Secteur 8 (circuit futuriste).

## Monnaies de jeu
Les crédits sont la monnaie principale du jeu. À la fin de 2014, les « jetons » (bleu, en forme de pentagone, avec un A dessus)ont été ajoutés. Dernièrement, les « pièces de fusions »ont été ajoutées. Le joueur peut également acheter des crédits et des jetons avec de l’argent réel.

## Achat des voitures
On peut[style à revoir] acheter des véhicules (voitures ou motos) avec des crédits ou avec des jetons.
Certaines voitures non disponibles en permanence dans le garage peuvent être gagnées dans des événements spéciaux (Enduro Mise Double, Recherche et développement et Championnat).

## Évènements
Les Enduros Mise Double sont des événements où plusieurs véhicules et le véhicule à gagner sont mis à disposition pour ce type d'événements. Celles-ci peuvent être et doivent être améliorées. Des missions sont imposées avec des voitures imposées et font gagner des points Enduros.
Les R&D (Recherche et Développement) sont des événements où on peut gagner un seul véhicule. Les R&D sont composés de 4 Labos où plusieurs tests sont imposés. 
Les championnats sont des événements où un seul véhicule peut être gagné. Il y a 8 locations où 3 types de défis peuvent être proposés.

## Système de jeu
Fonctionnant sur le principe de carrière, le joueur commence le jeu avec des modèles plus modestes et évolue vers des véhicules plus rapides, puissants et prestigieux. Pour avancer dans le jeu, le joueur doit gagner de l'argent en remportant différentes courses dont la difficulté varie selon le niveau du joueur.

## Lieux de courses
Les courses se déroulent sur différentes cartes à travers le monde : le désert du Nevada, Tokyo, la Guyane française, l'Islande, Londres, Barcelone, les Alpes Suisses, Venise, et la Côte d'azur. Cinq nouveaux lieux ont été ajoutés ensuite par des mises à jour : la Grande Muraille de Chine, Dubaï, le Port de San Diego, le Secteur 8 (Circuit Fictif), l'île de Tenerife, la Zone 51, Rio de Janeiro (pour les JO de 2016), la Patagonie et la boucle orbitale pour la dernière mise à jour.

## Voitures et motos
À la sortie du jeu, celui ne propose que 47 modèles de voitures, mais ce nombre augmente au fur et à mesure des mises à jour, et atteint en février 2018 plus de 193 modèles[réf. à confirmer],. Cependant, certains de ces modèles, tels que la Citroën Survolt ou la Renault DeZir ne sont pas des modèles de série mais uniquement des concept car. Les différents modèles sont répartis en cinq classes différentes, correspondant aux performances du véhicule. Aujourd'hui il y a plus de 193 voitures dans le garage.

## Bande sonore
La bande sonore d'Asphalt 8: Airborne est la première de la série de jeux à inclure des chansons sous licences. Le joueur peut choisir entre trois différentes stations : « basse », « rock » et « électronique ». La bande sonore propose ainsi d'écouter différentes ambiances aux sonorités très différentes (liste non exhaustive) :
| No | Titre       | Auteur            | Durée |
| -- | ----------- | ----------------- | ----- |
| 1. | Be Electric | The Qemists       |       |
| 2. | Etude       | Nero              |       |
| 3. | Rocksteady  |                   |       |
| 5. | Animals     | Martin Garrix     |       |
| 6. | Cannibal    | Silversun Pickups |       |

| No | Titre         | Auteur             | Durée |
| -- | ------------- | ------------------ | ----- |
| 1. | Fire Inside   | Gemini (en)        |       |
| 2. | Stamina       | Vitalic            |       |
| 3. | Burn It Down  | Awolnation         |       |
| 4. | Play For Real | The Crystal Method |       |
| 5. | Over It       | The Crystal Method |       |

| No | Titre                 | Auteur                                | Durée |
| -- | --------------------- | ------------------------------------- | ----- |
| 1. | Professional Griefers | Deadmau5                              |       |
| 2. | Go with the Flow      | Queens of the Stone Age               |       |
| 3. | Holdin' On            | Monsta (en) (Skrillex ft. Nero Remix) |       |
| 4. | Pulsar                | Celldweller                           |       |
| 5. | Asleep at the Wheel   | Band of Skulls                        |       |

## Accueil
Asphalt 8 a été très bien accueilli par la critique. La version iOS a reçu la note agrégée de 91 % sur Metacritic et de 92,38 % sur GameRankings.
Il a reçu les notes suivantes dans la presse spécialisée :
- IGN : 7,8/10[13]
- Gamezebo : 4,5/5[14]
- Pocket Gamer : 9/10[15]
- TouchArcade : 5/5[16]